# Langues Miju
Les langues Miju sont une famille de langues parlées en Inde, principalement par le peuple Miju. Elles font partie de la famille des langues sino-tibétaines.
Les langues Miju comprennent plusieurs dialectes, dont le Miju, le Milang et le Sajolang. Elles sont principalement parlées dans l'état d'Arunachal Pradesh, dans le nord-est de l'Inde.
Selon l'UNESCO, les langues Miju sont classées comme langues en danger, avec environ 10 000 locuteurs. Elles font l'objet de programmes de revitalisation linguistique pour préserver et promouvoir leur usage.

## Classification
Les langues Miju sont classées dans la famille des langues sino-tibétaines, parlées en Inde.
Les langues Miju sont actuellement classées comme langues en danger, avec un nombre de locuteurs estimé à environ 10 000,.

## Répartition géographique
Les langues Miju sont principalement parlées dans l'état d'Arunachal Pradesh, dans le nord-est de l'Inde,,.